# Xezbeth
Xezbeth (alternatief Shezbeth) is in de demonologie een demon van leugens en legendes. Hij die onware verhalen bedenkt. Zijn naam in het Arabisch is "De Leugenaar" (Arabisch: الكذاب al-Kadhāb).
Volgens de Dictionnaire Infernal (1853 / 1863) van de Franse occultist Collin de Plancy is het "onmogelijk om het aantal discipelen te tellen".